# Шкода Варсовия
Шкода Варсовия е електрически мотрисен влак, разработен от Шкода и експлоатиран от Варшавското метро в Полша, като шестото и най-ново поколение подвижен състав, с 37 шествагонни композиции. Производството на влаковете стартира през 2019 г., а първият готов влак влиза в редовна пътническа експлоатация през 2022 г. През 2023 г. Софийското метро поръчва осем четиривагонни композиции, които се очаква да влязат в експлоатация през 2026 г.

## История
През 2019 г. Шкода, компания със седалище в Пилзен, Чехия, получава договор на стойност 1,3 млрд. злоти за 37 влакови композиции, всяка с по шест вагона. Всички 222 вагона трябва да бъдат доставени на Варшавското метро, където да бъдат използвани по удължения маршрут линия M2 и да заменят старите вагони на Метровагонмаш по линия M1.
Много доставчици от Полша участват в разработването и производството на влака. Алуминиевите кабини са заварени и лакирани в завода на Шкода в Острава, а окончателното сглобяване и тестване се провежда в Пилзен. Договорът включва и подготовката на програма за обучение на машинисти, а също удължена гаранция и резервни части. Първият вагон с резервни части е представен през декември 2021 г. на тестовата писта на компанията в Пилзен.
През февруари 2021 г. започват тестове на композициите на железопътната изпитателна писта Велим в Церхенице, Чехия. Първият влак, обозначен с номер 77, е доставен във Варшава на 25 април 2022 г. Това отбеляза началото на тримесечния период на тестове. Тестовете са проведени на станция Кабати. Друг влак, обозначен с номер 76, е доставен във Варшава в края на май 2022 г. В нощта от 24 срещу 25 май 2022 г. се провежда първото тестово движение без пътници по линия М1, от станция Кабати до станция Стоклоси и обратно. През следващите нощи са проведени още изпитания, а дължината на маршрута е удължена до центъра на града. Тези тестове проверяват съвместимостта на релсите, комуникационните и охранителни системи.
На 19 август 2022 г. Шкода подава заявление за удостоверение за приемане на влаковете в експлоатация и след като попълва документацията, го получава от Службата за железопътен транспорт на 28 септември 2022 г. за определен период.
Първият ден в експлоатация на този тип влак е на 28 октомври 2022 г. На този ден влак номер 78 напуска депо Кабати в 10:30 ч. и пристига на станция Кабати в 10:38 ч., откъдето продължава по маршрута на линия М1. На следващия ден, на 29 октомври 2022 г., влаковете започват да се използват и по линия М2. Варшавското метро също обявява възможността за даряване на старите вагони Метровагонмаш 81-717/81-714 на Киевското метро.
През 2023 г. Софийското метро поръчва осем четиривагонни влакови композиции Шкода Варсовия за 65 милиона евро. Вагоните се предвижда да бъдат модифицирани с по-мощни климатични агрегати. Планирано е те да влязат в експлоатация през 2026 г. по линии M1, M2 и M4.

## Характеристики
Вагоните са изработени от алуминий. Шест вагонен влак е с 230 места, включително 2 места за хора с увреждания, и може да превозва 1500 пътници. Всеки вагон има 41 места, с изключение първия вагон, който е с кабината на машиниста. Той има 33 места.
Влаковете са пригодени за стандартна железопътна линия с междурелсие 1435 mm. Дължината на вагона е 20 m, ширината му e 2,71 m, а височината - 3665 mm. Височината на пода над горната част на релсата е 1,14 m. Дължината на шествагонна композиция е 119,01 m. Напрежението на влака е 750 волта постоянен ток, получаван през трета контактна релса. Максималната скорост на композицията е 90 km/h, ускорението е 1,2 m/с, а забавянето е 1,3 m/s2, или 1,4 m/s2 по време на аварийно спиране. Минималният радиус на дъгата е 70 m. Максималното натоварване на осите е 125 kN.